# El enfrentamiento de los hermanos Soga
El enfrentamiento de los hermanos Soga (寿曽我対面;  Kotobuki Soga no Taimen?) es una obra de kabuki creada por el dramaturgo y actor japonés Ichikawa Danjūrō I, y escrita en su versión actual por el dramaturgo Kawatake Mokuami en 1885.
La obra está ambientada en el período Kamakura y basada en la venganza real de los hermanos Soga relatada en Soga Monogatari. Dieciocho años después de que Kudō Saemon Suketsune hiciese asesinar a su padre, Kawazu Saburō Sukeyasu, los hermanos Jūrō y Gorō asaltaron su mansión durante la noche. Mataron a su enemigo, pero Jūrō fue herido mortalmente durante el ataque, y Gorō fue ejecutado por el shogun poco después. Su historia se considera un importante ejemplo de lealtad filial.
Kotobuki Soga no Taimen ha sido interpretada frecuentemente en su forma actual desde principios del siglo XIX, convirtiéndose en una de las obras históricas o jidaimono más populares del repertorio de kabuki. Tradicionalmente se pone en escena en el primer programa de kabuki del año.